# يوليوس الثالث

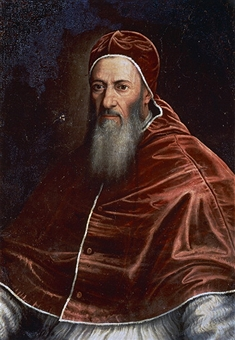
البابا يوليوس الثالث

البابا يوليوس الثالث (باللاتينية: Iulius III) ـ ولد باسم جيوفاني ماريا شيوكي ديل مونتي (10 سبتمبر 1487 ـ 23 مارس 1555) ـ هو بابا الكنيسة الكاثوليكية من 7 فبراير 1550 وحتى سنة 1555.
بدأ يوليوس الثالث حياته السياسية في الكنيسة بالعمل الدبلوماسي ـ الذي حاز عن طريقه على ثقة رجال كبار الكنيسة ـ وقد انتخب للبابوية كحل وسط بعد أن وجد المجمع المغلق نفسه في موقف صعب بين الجناحين الفرنسي والألماني المتنافسين في الكنيسة.
عرف البابا يوليوس الثالث بمحاباة أقاربه، وخاصة ابن أخيه بالتبني، الذي ظلت علاقة البابا به مصدرًا لشائعات كثيرة تناثرت حول تاريخ البابا حتى بعد وفاته بسنوات طويلة.
| سبقه بولس الثالث | باباوات الكنيسة الكاثوليكية 1550 - 1555 | تبعه مارسيلوس الثاني |